# 야사와촌 (이와테현 히에누키군)
야사와촌(矢沢村)은 이와테현 히에누키군에 설치되었던 촌이다. 현재의 하나마키시에 해당한다.

## 연혁
- 메이지 22년 4월 1일 - 정촌제 시행에 따라 야자와 촌·고다 촌·다카기 촌·다카마쓰 촌·히가시쥬니쵸메 촌의 합계 5개 촌이 합병해 신제의 야자와 촌이 발족.
- 1954년 4월 1일 - 하나마키 정·오타 촌·미야노메 촌·유구치 촌·유모토 촌과 합병해 하나마키 시가 됨

## 교통
- 일본국유철도
  - 가마이시선:야사와역,오야마다역